# Siemens-Halske Sh 14
Il Siemens-Halske Sh 14 era un motore aeronautico radiale a 7 cilindri raffreddato ad aria prodotto dall'azienda tedesca Siemens-Schuckertwerke dalla fine degli anni venti a tutto il periodo prebellico. Come gli altri motori della gamma l'azienda, che era controllata dalla Siemens-Halske AG, utilizzava il marchio dell'azienda madre.
Come altri motori che presentavano la medesima configurazione, l'Sh 14 era caratterizzato dalla presenza dei cilindri posizionati su un'unica stella e dotati di un rivestimento lamellare per favorire lo smaltimento del calore, di una semplice distribuzione a valvole in testa (OHV) 2 valvole per cilindro comandate da una serie di aste e bilancieri e di un collettore di scarico toroidale posizionato sulla parte anteriore del motore.
Nella sua prima versione, introdotta nel 1928, veniva accreditato di 126 CV (93 kW) arrivando ad erogare, nello sviluppo compiuto successivamente, 160 CV (119 kW) a 2 200 giri/min alla fine degli anni trenta.
Nelle vicende che videro l'acquisizione dell'azienda da parte della Brandenburgische Motorenwerke GmbH (Bramo), confluita successivamente nella BMW AG, il motore continuò ad essere costruito con la sigla BMW-Bramo 314, nuova denominazione imposta dal Reichsluftfahrtministerium, il quale aveva assegnato il gruppo 300-399 alla BMW-Flugmotorenwerke Brandenburg GmbH (BMW-Bramo).

## Velivoli utilizzatori
Austria

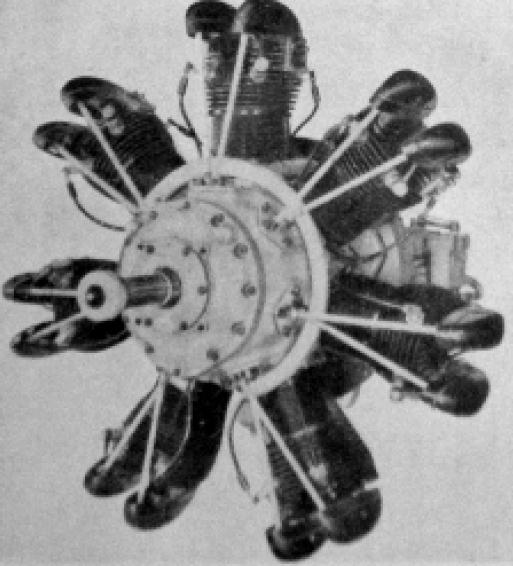
Bramo Sh 14A-4 da 160 CV

- Hirtenberg HV.15 (Hopfner/Hirtenberg HV.15, WNF HV 15, WNF Wn 15)

 Finlandia
- VL Viima

 Germania
- Albatros L 82
- Blohm & Voss Ha 135
- Bücker Bü 133 C
- Flettner Fl 184 (autogiro sperimentale)
- Flettner Fl 185 (elicottero sperimentale)
- Flettner Fl 265 (elicottero sperimentale)
- Flettner Fl 282 Kolibri (elicottero)
- Focke-Wulf Fw 44
- Heinkel He 72
- Heinkel He 172
- Klemm Kl 31
- Klemm Kl 32

 Italia
- SAI Ambrosini 3
- SAI Ambrosini 10

 Polonia
- LWD Szpak
- LWD Zuch

 Stati Uniti
- Cessna Model AS